# أورلاندو جاسينتو غارسيا
أورلاندو جاسينتو غارسيا (بالإنجليزية: Orlando Jacinto Garcia)‏ هو ملحن أمريكي وكوبي، ولد في 1954.

## وصلات خارجية
- الموقع الرسمي
- أورلاندو جاسينتو غارسيا على موقع ميوزك برينز (الإنجليزية)
- أورلاندو جاسينتو غارسيا على موقع أول ميوزيك (الإنجليزية)
- أورلاندو جاسينتو غارسيا على موقع ديسكوغز (الإنجليزية)